# Marketing und Convenience-Shop System
Die MCS oder Marketing und Convenience-Shop System ist ein Kooperationsverbund zehn selbstständiger mittelständischer Lebensmittel-Großhandelsunternehmen zur gemeinsamen Bearbeitung des Convenience-Marktes. Sie wurde 1997 gegründet und erzielte in ihrem Gründungsjahr einen Umsatz von 306 Mio. €, 2010 lag der Umsatz des Unternehmensverbunds bereits bei 500 Mio. € 2013 erzielte die Gruppe einen Gesamtumsatz von 546 Millionen Euro. Sie hat ihren Unternehmenssitz in Offenburg. Geschäftsführer des Unternehmens ist Torsten Eichinger.
Die Gruppe beliefert über ihre regionalen Großhandlungen rund 15.000 Einzelhandelskunden (Tankstellen, Kioske, Bäckereien, Lebensmittelgeschäfte, Kantinen, Getränkemärkte etc.) mit Süßwaren, Getränken, Lebensmitteln, Tabakwaren und Speiseeis. Die Zentrale in Offenburg koordiniert die überregionalen und nationalen Aktivitäten der Großhandlungen über die Marketing und Convenience-Shop System GmbH. Hierbei liegt der Schwerpunkt in den Bereichen Marketing, Vertrieb, Einkauf und Systemführung.
Nach dem Marktführer Lekkerland ist die MCS der bedeutendste nationale Lebensmittel-/Tabakwaren-Systemlieferant von Convenience-Shops. Zudem fungieren die MCS-Großhändler als Spezialisten für die Belieferung von kleinflächigen Lebensmittelgeschäften (Nahversorgern).
Neben der reinen Belieferung mit Lebensmitteln bieten die MCS-Großhandlungen zentral entwickelte Vertriebssysteme für ihre Einzelhandelskunden an wie „IK-Ihr Kauffmann“ (80 Outlets) oder „Um’s Eck“ (200 Outlets). Für Convenience Shops wie Tankstellen-Shops, Kioske oder Bahnhofs-Shops bietet die MCS ihren Einzelhandelskunden das Shopkonzept „shop’n go“ (20 Outlets).

## Unternehmensstruktur
Gesellschafter der MCS Marketing und Convenience-Shop System GmbH sind die Großhandlungen
- Bartels-Langness, Kiel
- Bela, Wittenhagen
- Brülle & Schmeltzer, Lippstadt
- Cames, Neuss
- Handelshaus Rau, Pfarrkirchen
- LHG, Eibelstadt
- Markant AG, Pfäffikon (Schweiz)
- Naschwelt, Geeste
- Okle, Singen
- Utz, Ochsenhausen